# 约翰·阿道夫·彭格尔

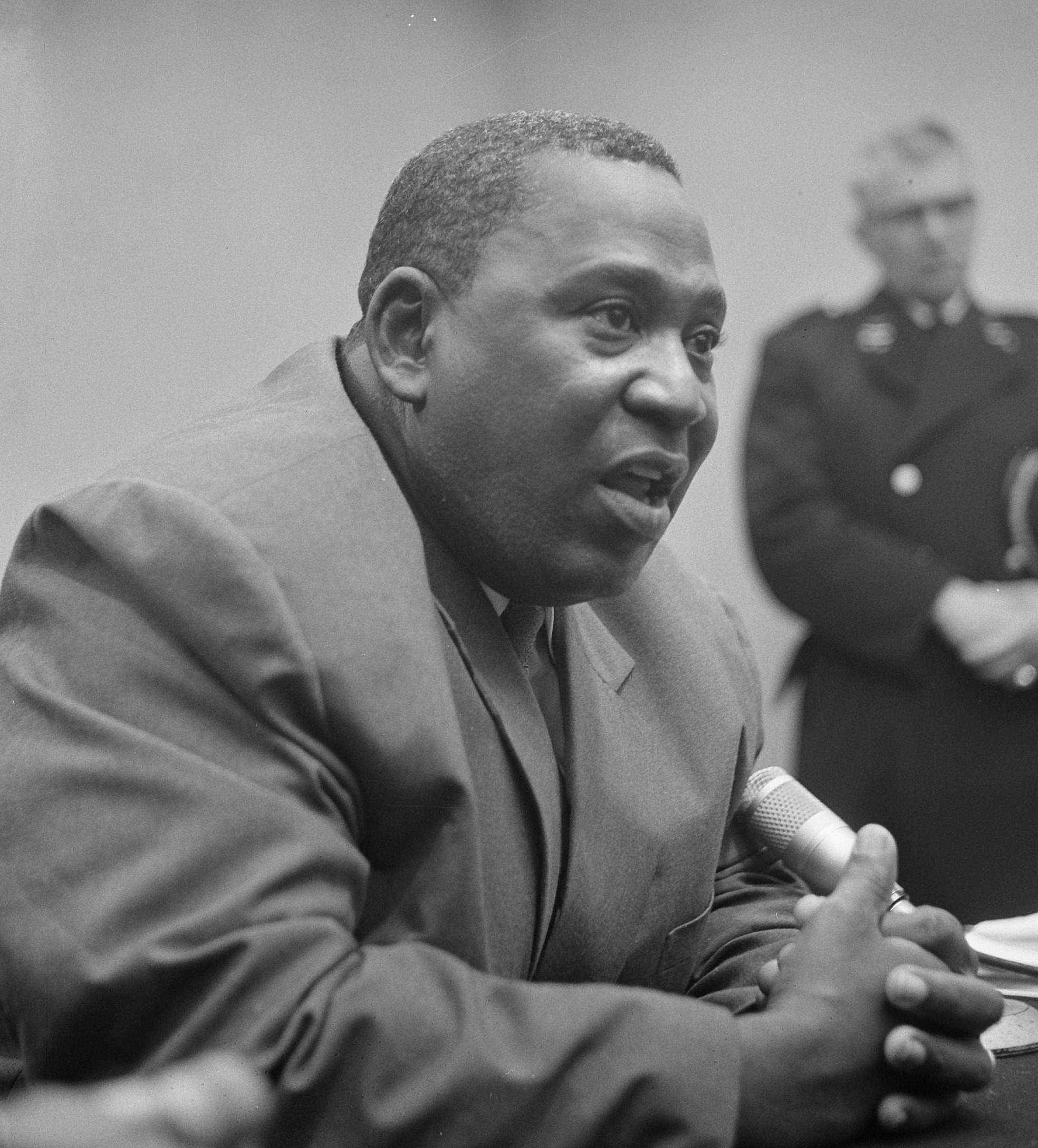
约翰·阿道夫·彭格尔

约翰·阿道夫·彭格尔（Johan Adolf Pengel，1916年1月20日—1970年6月5日）是一名苏里南政治人物，克里奥尔人，出生于帕拉马里博，幼年时因家境贫寒，曾被华裔家庭抚养。彭格尔在1946年和一批知识分子共同创立了苏里南民族党，他长期担任该党主席直至去世。1952年又组建了苏里南总工会联合会并成为该组织领袖。彭格尔在1963年－1969年间连任两届自治政府总理，在其第二任内向宗主国荷兰提出独立，并推动苏里南独立进程。1969年时因自治政府的分歧和大规模的反政府罢工被迫辞职。次年因病去世，年仅54岁。在苏里南首都帕拉马里博的独立广场立有苏里南独立后政府为彭格尔建造的雕像，以纪念其对苏独立的贡献。此外苏里南唯一的国际机场也被命名为约翰·阿道夫·彭格尔国际机场。